# Punta de la Cogullada
La Punta de la Cogullada és una muntanya de 447 metres que es troba al municipi de Cabacés, a la comarca catalana del Priorat.